# Basilejsko-ferrarsko-florentský koncil
Basilejský koncil, podle dalších měst jednání označovaný také jako basilejsko-ferrarsko-florentský koncil (přičemž termín basilejský koncil může pak úžeji označovat pouze jednání konaná v Basileji) byl podle počítání římskokatolické církve 17. ekumenický koncil, konaný v letech 1431–1445. Vedle jednání dodnes uznávaných katolíky za právoplatná došlo během koncilu také k vydělení skupiny církevních hodnostářů, jejíž rokování bylo později církví označeno za heretické.

Katedrála Santa Maria del Fiore ve Florencii, jedno z míst konání koncilu

Koncil byl svolán papežem Evženem IV. do švýcarské Basileje, což odráželo přání řady účastníků jednat mimo území některé z tehdejších evropských velmocí či papežského státu. Jednání bylo roku 1438 papežem přeneseno do italské Ferrary a roku 1439 pro nebezpečí moru do Florencie. Někteří účastníci, odpůrci Evžena IV. a zastánci konciliarismu, ovšem zůstali v Basileji a považovali se za legitimní pokračování koncilu. Zde roku 1439 zvolili vzdoropapeže Felixe V., který ovšem rezignoval roku 1449, čímž ukončil poslední velké papežské schizma. Mezitím byla opoziční část koncilu vypuzena z Basileje do Lausanne, kde se po rezignaci Felixe V. sama rozpustila.
Basilejský koncil dojednal sjednocení s některými východními církvemi; unie s řeckým pravoslavím však nepřežila dobytí Konstantinopole. Koncil znamenal definitivní vítězství papalismu nad konciliarismem v římskokatolické církvi, tedy porážku představy, že koncil je nadřazen papeži.
Basilejská kompaktáta, smlouva koncilu s husity, pomohla kompromisně vyřešit nábožensko-politickou situaci v českých zemích, nebyla však později církví potvrzena. I když koncil vykonal některé reformní kroky, základní problémy katolické církve té doby vyřešeny nebyly, jak ukázal vznik reformace o půl století později.

## Basilejský koncil a české země

### Jednání s husity vedoucí k uzavření kompaktát
Basilejský koncil zanechal nesmazatelnou stopu v dějinách českých zemí, což nejvíce vynikne při popisu vývoje v letech 1431–1436. Byli to představitelé koncilu, kdo na podzim 1431 adresovali zástupcům Českého království proslulý list Compulit nos caritas. Tento dokument znamenal zjevný rozchod s předchozí protihusitskou politikou katolické církve (srov. křížové výpravy proti husitům), neboť husité v něm byli zváni do Basileje k veřejnému slyšení. Husitská strana nakonec basilejské pozvání přijala, pokládala však za nutné uspořádat nejprve předběžnou schůzi v Chebu, kde by byly vyjasněny formální i jiné náležitosti disputace o čtyři pražské artikuly. Chebské setkání mezi legáty koncilu a českými diplomaty vedlo k jednomu z nejvýznamnějších ústupků koncilu vůči husitům, tzv. soudci chebskému. Tento princip husitům zaručoval, že zástupci koncilu nebudou v Basileji moct husity nutit k přijetí katolického stanoviska. Za nestranného soudce byla totiž v Chebu prohlášena Bible a s ní souznějící autority.
Samotná disputace o čtveřici pražských článků (přijímání podobojí, trestání hříchů, svobodné kázání božího slova, zákaz světského panování kněží) probíhala od ledna do dubna 1433, aniž by jakákoliv ze stran dosáhla jasného vítězství. Nejvíce pozornosti bylo věnováno artikulu o přijímání podobojí, kdy proti sobě stanuli kněz pražského svazu Jan Rokycana a dominikán Ivan (či Jan) Stojkovič z Dubrovníka. Zatímco první řečený hájil nutnost kalicha pro všechny křesťany, druhý řečený to s odvoláním na dostatečnost přijímání podjednou rezolutně odmítal. Souběžné s disputacemi se v Basileji řešila otázka, zda by husité mohli od představitelů institucionální církve obdržet povolení přijímat podobojí. Posun v této záležitosti přinesla následná jednání v Praze a Basileji (duben–srpen 1433). Když legáti koncilu odjížděli v září 1433 podruhé do Prahy, měli již v rukou koncilní návrh dohody o všech čtyřech artikulech. Tento dokument se stal základem pro kompaktátní ceduli A, projednávanou v Praze mezi listopadem a prosincem 1433. K ní se vzápětí přidaly cedule B a C, vzniklé z potřeby upřesnit některé nejasnosti v ceduli první. Tak byla na konci roku 1433 vytvořena první verze basilejských kompaktát, jejíž význam byl posílen vzájemným stiskem rukou mezi husity a legáty koncilu.
Následná jednání mezi husity a zástupci koncilu (Řezno 1434, Basilej 1434, Brno 1435, Stoličný Bělehrad 1435–1436) byla charakterizována snahou dovést výsledky z předešlého roku k úspěšnému konci, tj. převést text kompaktát do listinné podoby, zpečetit je a slavnostně vyhlásit. Z pohledu zástupců koncilu by se až tímto aktem stalo přijímání podobojí legálním a husité by se až tímto okamžikem navrátili zpět do lůna církve. Vše ale do jisté míry komplikovaly pokusy husitů text pražského návrhu kompaktát revidovat (např. pražský text počítal s kalichem pro ty Čechy a Moravany, kteří mají takový zvyk, husité ovšem požadovali, aby podobojí přijímali všichni obyvatelé Čech a Moravy). Na druhou stranu se při brněnských jednáních, kde byl (stejně jako již v Řezně) přítomen protektor koncilu Zikmund Lucemburský, podařilo sepsat další dva klíčové dokumenty přináležející ke kompaktátům, jejichž text zajišťoval husitům například sejmutí veškerých církevních trestů.
Kýženého cíle se nakonec podařilo dosáhnout až při jihlavských jednáních (červen–srpen 1436). Na zdejším náměstí byla kompaktáta dne 5. července 1436 slavnostně vyhlášena, přičemž byla opatřená pečetěmi legátů koncilu, Zikmunda či moravského markraběte Albrechta. Ještě před tímto aktem se husitům v Jihlavě podařilo pozměnit text dohody o světském panování kněží (šlo o přidání slůvka iniuste, které zajišťovalo možnost ponechání některých původně církevních majetků ve světských rukou), na druhou stranu ale Češi nedokázali legáty přesvědčit o oprávněnosti svého požadavku, aby veřejné vyhlašování kompaktát probíhalo ve čtyřech jazycích.

### Basilejský dekret z prosince 1437 a postupný úpadek vlivu koncilu
Zástupci koncilu působili na českém území i po jihlavském aktu, a sice přímo v Praze, kde byl mezitím za českého krále přijat Zikmund Lucemburský. Pod vedením legáta Filiberta z Coutances se reprezentanti koncilu snažili zajistit naplnění kompaktát v katolickém duchu, tj. naprosté sjednocení Čechů s vírou a obřady katolické církve s výjimkou církevní autoritou povoleného přijímání podobojí. Není tedy divu, že z úst legátů zaznívala nespokojenost nad takovými praktikami českých utrakvistů, jakými bylo svaté přijímání dítek, nucení katolíků ke kalichu nebo český mešní zpěv. Z pohledu koncilních diplomatů nic z toho kompaktáta nepovolovala.
V samotné Basileji se roku 1437 odehrálo ještě jedno kolo česko-koncilních rokování. Text kompaktát předpokládal, že palčivá otázka, zda je přijímání podobojí přikázané a nezbytné ke spáse, bude posouzena basilejským koncilem. V průběhu roku 1437 nicméně bylo domluveno, že ještě před vynesením konečného nálezu svedou zástupci pražské univerzity a koncilu disputaci o nutnosti kalicha a přijímání dítek. Po bezvýsledné disputaci a odchodu českých poslů vydal koncil dne 23. prosince 1437 dekret Ut lucidius videatur, jimž potvrdil katolickou nauku o dostatečnosti přijímání podjednou.
Dle textu kompaktát měl koncil po vynesení konečného výroku o svatém přijímání udělit českým a moravským kněžím „svobodu“ (facultas), aby nábožně žádajícím laikům podávali podobojí. Koncept takového dokumentu byl na konci roku 1437 v Basileji skutečně sepsán, ale diplomaté koncilu nikdy nevyvinuli skutečné úsilí učinit z něj platný dokument. Od roku 1438, kdy vypukl otevřený konflikt s papežem Evženem IV. a konkurenčním koncilem ve Ferraře, vliv basilejského koncilu na dění v českých zemích postupně slábl, což nezměnila ani volba vzdoropapeže Felixe V.
Koncil měl zprvu v Čechách některé významné podporovatele (např. Oldřicha z Rožmberka), do roku 1439 v Praze stále působil jeho legát Filibert, a na počátku 40. let se basilejský sněm dokonce snažil prosadit svého kandidáta na pražský arcibiskupský stolec.  Jeho moc ale postupně upadala. Slábnoucí autoritu koncilu a Felixe V. mezi utrakvisty dosvědčuje fakt, že když roku 1447 utrakvisté vyslali do zahraničí poselstvo s žádostí o potvrzení kompaktát, zamířilo k Evženovi, respektive jeho nástupci Mikuláši V.

### Reflexe koncilu českými katolíky a utrakvisty
Vzhledem k významné roli, jakou koncil pro vývoj v českých zemích během 30. let sehrál, byl připomínán celou řadu utrakvistických i katolických spisovatelů v 15. i 16. století. Nezřídka byl využíván pro účely náboženské polemiky. Utrakvističtí teologové, jako např. Jan Rokycana a Václav Koranda mladší, upozorňovali při obhajobě kalicha na skutečnost, že basilejský koncil kdysi zapečetil a nechal vyhlásit kompaktáta, která povolují přijímání podobojí a prohlašují jej za užitečné a spasitelné. Této tendenci se vymykal radikálně smýšlející Martin Lupáč, jenž většinou popisoval koncil v negativních barvách jako poraženou stranu, a to s cílem co nejvíce vychválit kališníky na úkor katolíků.
Čeští katolíci, např. Hilarius Litoměřický či Jan Papoušek ze Soběslavi, kladli při zmínkách o koncilu důraz na jiné skutečnosti. Pokud zmínili kompaktáta, obvykle neopomněli zdůraznit, že těmito smlouvami koncil jen na krátkou dobu udělil kalich husitům. To bylo v příkrém rozporu s většinovým smýšlením utrakvistů, kteří s kompaktátech spatřovali pouhý souhlas církve s biblickou pravdou kalicha. Katoličtí učenci kromě toho rádi uváděli dekret koncilu z prosince 1437 jako jeden z dokladů pro správnost přijímání pod jednou způsobou.